# Stefan Jellinek
Stefan Jellinek (* 29. Mai 1871 in Prerau (Mähren); † 2. September 1968 in Edinburgh, Schottland) war ein österreichisch-britischer Mediziner, der 1938 emigrieren musste.

## Theorie vom elektrischen Scheintod
Sein hauptsächliches Arbeitsgebiet waren im Rahmen der Gewerbemedizin, wie die Arbeitsmedizin damals bezeichnet wurde, Elektrounfälle. 1899 begann er die elektropathologischen Studien. Dabei untersuchte er auch Menschen, die vom Blitz getroffen wurden. So veröffentlichte er seine Theorie vom elektrischen Scheintod. Entgegen der damaligen Allgemeinmeinung kann man mit Wiederbelebung Menschen nach einem elektrischen Unfall helfen. Sein Lehrsatz lautete: Beim Stromunfall so lange Reanimationsversuche anstellen, bis Totenflecke auftreten, erst dann darf man aufgeben.

## Durchbruch in Kaisersteinbruch
Den endgültigen Durchbruch schaffte ein sensationelles Ereignis. Im August 1924 lag eine 30-jährige Frau mit ihrer kleinen Tochter in Kaisersteinbruch, einem kleinen Ort an der niederösterreichisch-burgenländischen Grenze, in der Totenkammer neben der Kirche. Beide waren bei einem Gewitter vor einer Stunde vom Blitz getötet worden. Da kam ein Wiener Urlauber und Oberst-Arzt namens Dr. Warecha vorbei. Sicherlich seien die beiden tot, meinte auch er. Aber immerhin, man könnte doch Professor Jellineks Lehrsatz ausprobieren. So begann der Arzt mit künstlicher Atmung bei der Frau und erklärte einem Bauern, was er bei dem Kind zu tun habe. Nach einer Stunde der Bemühungen erwachten beide. Der Vorfall erregte ungeheures Aufsehen und machte die Jellinek-Methode weltweit bekannt.

## Elektropathologisches Museum
Ab 1909 betreute er auch das von ihm gegründete Elektropathologische Museum. In diesem sammelte er Präparate von Unfällen, um die Forschung zur Unfallverhütung und der Heilung von Folgen solcher Unfälle voranzutreiben.
Die Universität Wien richtete einen eigenen Lehrstuhl für Elektropathologie, als erste weltweit, ein. 1936 wurde auch das Museum in die Universität überführt.
Nach dem Anschluss Österreichs 1938 verlor er wegen seiner jüdischen Herkunft seine Arbeit, emigrierte nach Großbritannien und unterrichtete in Oxford am Queen’s College. Nach dem Zweiten Weltkrieg erhielt er seine Sammlung ohne Restitutionsverfahren zurückerstattet. Er selbst blieb in Großbritannien, kam aber mehrmals jährlich nach Wien, wo er auch weiter sein Museum betreute. Aber auch an der Technischen Universität Wien hielt er noch bis ins hohe Alter Vorlesungen. 1968 starb er in Edinburgh.
Nach dem Ende des Museums im Jahr 2002 kam seine Sammlung in den Besitz des Technischen Museums in Wien. Teile sind als Sonderausstellung zu betrachten, andere Teile der Sammlung sind im Narrenturm des alten Allgemeinen Krankenhauses untergebracht, die im Februar 2010 wieder eröffnet wurde.

## Werke
- Elektropathologie. Die Erkrankungen durch Blitzschlag und elektrischen Starkstrom in klinischer und forensischer Darstellung. Verlag Enke, 1903
- Elektroschutz in 132 Bildern. Mit Bildern von Franz Danilowatz, Franz Roubal u. a. Deutscher Verlag für Jugend und Volk, Wien und Leipzig 1931[3]

## Würdigung
- Gottfried Biegelmeier stiftete im Jahr 1997 ihm und dem Deutschen Conrad Alvensleben, der sich ebenfalls um die Sicherheit in der Elektrizitätsanwendung verdient machte, eine gemeinsame Ehrenmedaille: die Alvensleben-Jellinek-Ehrenmedaille, die an Personen verliehen wird, die sich ebenfalls mit dem Thema befassen.
- 1961 war er einer der Preisträger des Karl-Renner-Preises.